# نفوذی (فیلم ۲۰۰۶)
نفوذی (به انگلیسی: Inside Man) فیلمی جنایی/درام به کارگردانی اسپایک لی و با بازی دنزل واشینگتن، جودی فاستر و کلایو اوون محصول سال ۲۰۰۶ آمریکا است.

## داستان فیلم
داستان فیلم دربارهٔ یک باند سارق حرفه‌ای است که در قالب کارگران نقاشی ساختمان وارد یک بانک در منهتن می‌شوند. آن‌ها به سرکردگی دالتون تمام کارکنان و مشتریان بانک را گروگان می‌گیرند. در آن سو بهترین مأمور مذاکره‌کننده پلیس به مرخصی رفته و آن‌ها یک کارآگاه کهنه‌کار (اما نه چندان مشهور) را برای مذاکره با گروگان‌گیران می‌فرستند.
او به همراه همکار خود و یکی از افسران واحد فوریتهای امنیتی باب برقراری ارتباط با دالتون را باز می‌کند. ابتدا همه چیز به خوبی پیش می‌رود وسارقان یک فروند جت خصوصی برای فرار می‌خواهند اما با ورود افراد دیگری به بازی قضیه گره می‌خورد. کارآگاهان هیچ توفیقی نداشته‌اند و مسئولان رده بالا به توانایی آن‌ها شک می‌کنند. چون گروگانگیری به درازا می‌کشد ازدحام در خیابان بیشتر می‌شود و همه چیز به هم می‌ریزد. سردسته گروگانگیران به اوضاع مشکوک است. گره‌های بیشتری به ماجرا افزوده می‌شود. در ادامهٔ فیلم کاراگاه متوجه یک کیت جاسوسی می‌شود و پی می‌برد که سارقان از ابتدا حرف‌های آنان را می‌شنیدند؛ لذا کاراگاه سریعاً دستور توقف حمله نیروی ویژه را می‌دهد (چرا که فهمیده سارقان عمداً در انتظار حملهٔ آنان بودند). سر دسته سارقان وقتی پی می‌برد کاراگاه متوجه شده، بمب‌های دودزا را پرتاب کرده و همراه گروگان‌ها بیرون می‌آیند.
پلیس همه را دستگیر می‌کند. اما در بازجویی‌ها قادر نیستند سارقین را از گروگان‌ها بازشناسند. تمام سلاح‌های کشف شده پلاستیکی هستند و هیچ پولی سرقت نشده! در بررسی لیست صندوق امانات، کاراگاه متوجه می‌شود شماره یکی از صندوق‌ها در لیست موجود نیست. وقتی صندوق را باز می‌کند، با یک انگشتر و یک کاغذ مواجه می‌شود که نوشته " دنبال انگشتر را بگیر ". کاراگاه متوجه می‌شود انگشتر مربوط به زمان جنگ جهانی است و از روی آن پی به جنایت مالک بانک می‌برند.
سر انجام یک هفته پس از گشایش بانک سردسته سارقان هنگام خروج از بانک با کاراگاه مواجه می‌شود. اما کاراگاه او را نمی‌شناسد و او الماسی را در جیب کاراگاه می‌اندازد. به نشانه اینکه قبلاً به کاراگاه گفته بود در نهایت آرامش از در اصلی بانک خارج می‌شوم.

## نکات فیلم
1. سارقین با نورافکن‌های فروسرخ در ابتدای ورود دوربین‌ها را مخدوش کردند (نور این چراغ‌ها با چشم دیده نمی‌شود)
2. سارقین به تن همهٔ افراد حاضر در بانک از لباس خودشان دادند و همچنین آنان را در اتاق‌های بانک پخش کردند.. و گاهی در مقابل دیگران دوستان خودشان را به عنوان گروگان کتک می‌زند… و با این ترفند در هنگام بازجویی چند نفر برای هر شخص شهادت می‌دادند و لذا سارقین قابل شناسایی نبودند
3. تنها یک کلت واقعی وجود داشت که بنا به برنامه قرار بود همراه الماسهایی که از صندوق رئیس بانک دزدیده شده یک هفته بعد خارج شود.
4. در این یک هفته سارق اصلی در پشت یک دیوار کاذب ساختگی در بانک زندگی می‌کرد و سپس همراه الماسها خارج شد و به دوستان خود پیوست